# 셰어 (가수)
셰어(Cher, 영어 발음: /ʃɛər/), 1946년 5월 20일 ~ )는 미국의 가수, 배우이다. 영화 감독, 제작자로도 활동하고 있다. 1960년대 초반부터 활동했으며, 아카데미상, 그래미상, 에미상을 각각 1회, 골든 글로브상을 3회 수상하였다.
16세에 학교와 집을 나와 친구와 함께 로스 앤젤레스로 떠난 셰어는 소니 보노를 만났고, 필 스펙터의 작업실에서 일을 시작했다. 1964년, 셰어는 소니 보노와 함께 듀엣 소니 앤 셰어를 결성해 본격적으로 프로 활동을 시작했다. 소니 앤 셰어는 1965년작 〈I Got You Babe〉가 히트하면서 명성을 얻었고, 셰어는 이 해부터 솔로활동을 병행했다.
1970년대부터 셰어는 텔레비전에 활발히 출연하였는데, 버라이어티 쇼 《소니 앤 셰어 코미디 아워》(The Sonny and Cher Comedy Hour)로 특히 인기를 끌었다.
1984년에는 영화 《실크우드》에 출연하여 아카데미 여우조연상 후보에 올랐고, 1987년 영화 《문스트럭》에 출연하여 아카데미 여우주연상을 받았다.
1990년대에도 활동은 계속되었는데, 특히 1999년 발표한 《빌리브》(Believe)는 세계적으로 천만 장 이상 팔려 셰어의 경력 전체를 통틀어 가장 많이 팔린 음반이자 1999년 가장 많이 팔린 솔로 음반이 되었다.
50년 이상의 경력 동안, 셰어는 대중 문화의 아이콘이자 가장 유명하고 상업성 있는 가수 중 하나로서의 위치를 지키고 있다. 국가별 판매량 인증 합산에 따르면 셰어는 솔로로서 약 4000만 장의 판매고를 올렸으며, 비공식 기록까지 합산한 추정 판매량은 1억 장에 이른다.

## 음반 목록

### 솔로 정규 앨범
- All I Really Want to Do (1965)
- The Sonny Side of Chér (1966)
- Chér (1966)
- With Love, Chér (1967)
- Backstage (1968)
- 3614 Jackson Highway (1969)
- Chér / Gypsys, Tramps & Thieves (1971)
- Foxy Lady (1972)
- Bittersweet White Light (1973)
- Half-Breed (1973)
- Dark Lady (1974)
- Stars (1975)
- I'd Rather Believe in You (1976)
- Cherished (1977)
- Take Me Home (1979)
- Prisoner (1979)
- I Paralyze (1982)
- Cher (1987)
- Heart of Stone (1989)
- Love Hurts (1991)
- It's a Man's World (1995)
- Believe (1998)
- not.com.mercial (2000)
- Living Proof (2001)
- Closer to the Truth (2013)
- Dancing Queen (2018)
- Christmas (2023)

## 영상 목록

### 영화
- 실크우드 (1983)
- 마스크 (1985)
- 이스트윅의 마녀들 (1984)
- 문스트럭 (1987)
- 의혹의 밤 (1987)
- 귀여운 바람둥이 (1990)
- 플레이어 (1992)
- 패션쇼 (1994)
- 페이스풀 (1996)
- 붙어야 산다 (2003)
- 버레스크 (2010)
- 맘마미아! 2 (2018)

### 텔레비전
- 첩보원 0011 (1967)
- 윌 앤 그레이스 (2000, 2002)

## 같이 보기
- 미국의 문화
- 대중음악의 별명 목록